# Acroneuria frisoni
Acroneuria frisoni är en bäcksländeart som beskrevs av Bill P.Stark och Brown 1991. Acroneuria frisoni ingår i släktet Acroneuria och familjen jättebäcksländor. Inga underarter finns listade i Catalogue of Life.

## Bildgalleri

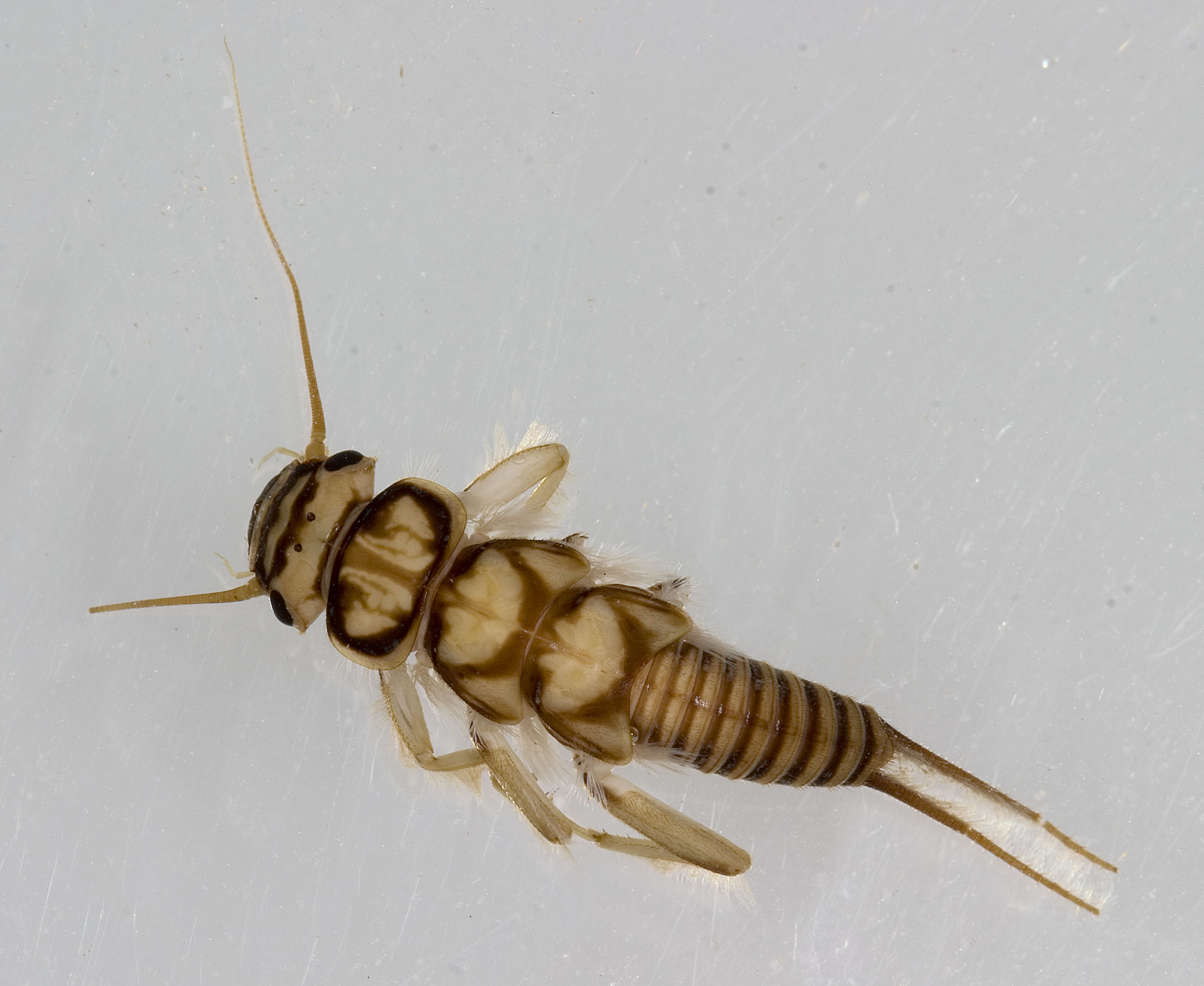